# Жамбе, Кристиан
Кристиан Жамбе (фр. Christian Jambet; род. 23 апреля 1949, Алжир) — французский философ, член Французской академии с 2024 года.

## Биография
Родился в семье алжирских французов, в 1960-е годы переехал в Париж. Некоторое время увлекался идеями маоизма, участвовал в студенческих протестах 1968 года, забросив экзамены в Высшей нормальной школе. В 1969 году совершил поездку в Китай, встретился с Чжоу Эньлаем. В 1973 году отошёл от левых убеждений под впечатлением от книги Солженицына «Архипелаг ГУЛАГ». В 1976 году вместе с Ги Лардро опубликовал книгу L’ange, посвящённую суждениям об истине в политике. Вместе с Андре Глюксманном, Филиппом Немо и Бернаром-Анри Леви вошёл в число «новых философов», задавшихся целью переосмыслить наследие движения 1968 года.
В начале 1970-х годов занялся востоковедением, став учеником и последователем ираниста Анри Корбена в изучении языка, культуры и философии Ирана, а также господствующего в этой стране шиитского направления в исламе. В 2011 году опубликовал исследование Qu’est-ce que la philosophie islamique ? («Что такое исламская философия?»), в 2021 году — Le philosophe et son guide : Mullâ Sadra et la religion philosophique («Философ и его проводник: Мулла Садра и философская религия»).
Возглавлял в Практической школе высших исследований кафедру философии в исламе. Читает курс об исламе в парижской Высшей школе коммерции и об исламской философии в Институте иранистики университета Париж III Новая Сорбонна. Владеет английским, немецким, арабским, персидским, латинским и древнегреческим языками.
8 февраля 2024 года избран во Французскую академию в третьем туре, получив 13 голосов из 25. Занял кресло № 6, остававшееся вакантным после смерти Марка Фюмароли.

## Избранные труды
- Apologie de Platon, Essais de métaphysique, Paris, Grasset, 1976, coll. «Théoriciens», 249 p.
- Avec Guy Lardreau, Ontologie de la révolution :
  - I. L’ange. Pour une cynégétique du semblant, Paris, Grasset, 1976, coll. " Figures ".
  - II. Le Monde. Réponse à la question " Qu’est-ce que les droits de l’homme ? ", Paris, Grasset, 1978, coll. «Figures», 281 p.
- La Logique des Orientaux. Henry Corbin et la science des formes, Paris, Le Seuil, coll. «L’Ordre philosophique», 315 p.
- La Grande résurrection d’Alamût. Les formes de la liberté dans le shî'isme ismaélien, Verdier, Lagrasse, 1990. 418 p.
- L’Acte d'être. La philosophie de la révélation chez Mollâ Sadrâ, Paris, Fayard, 2002, coll. «L’Espace intérieur», 447 p.
- Le Caché et l’apparent, coll. " Mythes et religions ", Paris, L’Herne, 2003, 206 p.
- Avec Mohammad Ali Amir-Moezzi : Qu’est-ce que le shî'isme ?, Paris, Fayard, 2004, 386 p.
- Avec Jean Bollack et Abdelwahab Meddeb : La Conférence de Ratisbonne, enjeux et controverses, Paris, Bayard, 2007, 115 p.
- Mort et résurrection en islam, L’au-delà selon Mullâ Sadrâ, Paris, Albin Michel, 2008, coll. «Spiritualités».
- Qu’est-ce que la philosophie islamique ?, Paris, Gallimard, 2011, coll. «Folio Essais».
- Le Gouvernement divin. Islam et conception politique du monde, Paris, CNRS éditions, 2016 ISBN 978-2271069962.
- La Fin de toute chose. Suivi de l’Épître du rassemblement de Mullâ Sadrâ, Paris, Albin Michel, 2017, 315 p.
- Le philosophe et son guide, Paris, Gallimard, coll. «NRF Essais», 2021, 400 p.